# 京都八福庵
京都八福庵（きょうとはちふくあん）は、毎年12月に清水寺にて発表される「今年の漢字」を染筆する、清水寺の森清範貫主の直筆書を御取次する公許取扱処として創立された。
八福庵の名の由来は、清水寺に奉納されている清水寺八福神によるものである。

## 概要
京都八福庵は、清水寺の森清範貫主の直筆書と共に、清水寺・清水寺八福神にちなんだ縁起ものなどを取次する会社であり、関連団体として、清水寺の信者会である「上寿会」（じょうじゅかい）や、「京都観月倶楽部」（きょうとかんげつくらぶ）がある。